# 蝉 semi
「蝉 semi」（せみ）は、日本のミュージシャンである長渕剛の41枚目のシングル。

## 解説
- 2009年8月12日に発売するFRIENDSの先行シングルとして発売。ビデオクリップで、長渕剛が「蝉」の詩画を制作している模様を収めている。
- 鹿児島アミュ広場と六本木ヒルズアリーナにて詩画の実演を行った。
- カップリングの「桜」もFRIENDSに収録されている。

## 収録曲
- 全曲、作詞・作曲：長渕剛

1. 蝉 semi
  - 編曲：上田健司
2. 桜
  - 編曲：長渕剛
3. 蝉 semi(Instrumental)